# Concert per a clavecí núm. 1 (Bach)

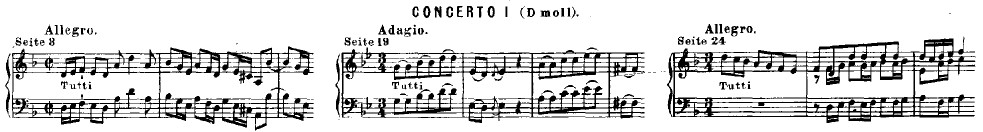
Principals temes del Concert per a clavecí núm. 1, BWV 1052

El Concert per a clavecí num. 1, en re menor, BWV 1052, és una obra de Johann Sebastian Bach, el primer concert per a clavecí d'un conjunt de sis concerts que aparegueren en un manuscrit autògraf, actualment a la Deutsche Staatsbibliothek de Berlín, i estan datats cap al 1738. Bach, per descomptat, podria haver compost l'obra molt abans, usant les parts d'un concert per a un altre instrument solista, com per exemple un violí, i crear una versió per a clave adequada per a la interpretació amb aquest instrument de teclat.

## Estructura i anàlisi
El concert està format per tres moviments:
| Concert per a clavecí num. 1 1. (sense indicació)     |
|                                                       |
|                                                       |
|                                                       |
| 2. Siciliano                                          |
|                                                       |
|                                                       |
|                                                       |
| 3. Allegro                                            |
|                                                       |
| Advent Chamber Orchestra amb Matthew Ganong (clavecí) |
|                                                       |

1. Allegro
2. Adagio
3. Allegro

La instrumentació consta de clavecí sol, violí I/II, viola, baix continu (violoncel, violó). La durada aproximada és d'uns 22 minuts.
Aquest concert per a clave es creu que està basat en un concert per a violí en re menor perdut que, més tard, el 1728, va ser trasncrit en un concert per a orgue, per al seu ús en dues de les cantates de Bach; els dos primers moviments de la simfonia i el primer moviment coral de la cantata BWV 146, Wir müssen durch viel Trübsal in das Reich Gottes eingehen i l'últim moviment de la BWV 188, Ich habe meine Zuversicht. L'original és probablement un dels primers concerts de Bach i és molt virtuós, de manera similar al concert per a violí Grosso Mogul, RV 208, d'Antonio Vivaldi, que Bach coneixia i que va transcriure per a orgue sol, en l'obra BWV 594.
La transcripció per a clavecí es va fer mitjançant la transferència de les parts de corda del ripieno sense alteracions i augmentar notablement la part del clavecí solista que comparativament és més virtuosa que l'obra original; també va afegir acords per a completar l'harmonia i desenvolupaments figuratius a la mà esquerra. Això és particularment notable en els moviments primer i tercer; en el segon moviment, però, la mà esquerra gairebé duplica exactament la part del ripieno continu, i la mà dreta toca una melodia que, probablement, és agafada directament de la part original per a violí.
Els moviments primer i tercer, comparteixen una estructura harmònica similar basada en el fet que els moviments poden ser dividits en quatre seccions. La secció d'obertura d'ambdós moviments presenta el tema en la tònica (re menor), seguit d'un desenvolupament del tema en el relatiu principal major, fa major. La segona secció modula a la dominant (la menor) i el corresponent relatiu major, do major. La tercera secció modula a la subdominant (sol menor) i el seu relatiu major (Si bemoll major). Finalment, a la quarta secció s'ofereix una recapitulació del tema en la tònica, sense cap desenvolupament posterior.
Aquest concert s'ha mantingut com el més popular de la col·lecció a partir del segle XIX; interpretat ja per Felix Mendelssohn, Johannes Brahms va escriure una cadència per a ell. La primera publicació es remunta al 1838 a càrrec de l'editorial Kistner. Al segle xx, sovint era tocat i enregistrat amb el piano, encara que amb l'augment de la influència de la interpretació historicista, especialment a partir de la dècada del 1960, es prioritzà l'ús d'instruments antics, i actualment s'interpreta habitualment amb el clavecí.
També hi ha una versió d'aquest concert per a clavicèmbal transcrites per C.P.E. Bach el 1733 o 1734, catalogada amb el número de catàleg BWV 1052, que pràcticament no s'executa, però és indicativa del procés d'estudiat a la casa de Bach.